# تومويو كوروساوا
تومويو كوروساوا (黒沢ともよ كوروساوا تومويو) هي مؤدية أصوات وممثلة ومغنية يابانية ولدت في 10 أبريل 1996 في محافظة سايتاما.

## أدوارها في الأنمي

### مسلسلات أنمي تلفزيونية
- صوت! يوفونيوم - كوميكو أوماي
- صوت! يوفونيوم 2 - كوميكو أوماي
- بلاك بوليت - تينا سبراوت
- أماغي بريليانت بارك - سيلفي
- البطلة يونا يوكي - إيتسوكي إينوبوزاكي
- آيكاتسو! - أوتومي أريسوغاوا
- آيدولماستر سندريلا جيرلز - ميريا أكاغي
- سيراف النهاية - ميراي كيميزوكي
- سيراف النهاية: معركة ناغويا - ميراي كيميزوكي، كيسيكيؤو
- مدينة الإبادة - ريوكو
- بانغ دريم! - ميساكي أوكوساوا
- بانغ دريم! 2nd Season - ميساكي أوكوساوا
- بانغ دريم! 3rd Season - ميساكي أوكوساوا
- أسترا في الفضاء - كيتري رافايلي
- سيرك كاراكوري - تاراندا ليزلوت تاتشيبانا
- رحلات الساحرة - سايا
- سجلات راغناروك - غيل
- اكوداما درايف - العادية
- جوجوتسو كايسن - تاكادا-تشان
- سايونارا واتاشي نو كوراما - سوميري سو
- حارس الزمن بون - يوميكو ياسوكاوا

### أنمي الإنترنت
- كينغان أشورا - كارلا كوري

### أفلام أنمي
- أهلا بكم في عرض الفضاء - ناتسوكي كوياما
- فيلم آيكاتسو! - أوتومي أريسوغاوا
- ليز آند ذا بلو بيرد - كوميكو أوماي
- بوبين Q - ساكي تسوكوي
- فولي كولي بروغريسيف - آيكو

## أدوارها في ألعاب الفيديو
- آيدولماستر سندريلا جيرلز - ميريا أكاغي
- البطلة يونا يوكي: ذكريات بحر الأشجار - إيتسوكي إينوبوزاكي
- فاير إمبلم: ثري هاوسيس - سوثيس
- سوبر سماش برذرز ألتميت - سوثيس

## وصلات خارجية
- تومويو كوروساوا على موقع IMDb (الإنجليزية)
- تومويو كوروساوا على موقع ميتاكريتيك (الإنجليزية)
- تومويو كوروساوا على موقع ميوزك برينز (الإنجليزية)
- تومويو كوروساوا على موقع أول موفي (الإنجليزية)
- تومويو كوروساوا على موقع ديسكوغز (الإنجليزية)
- تومويو كوروساوا على موقع قاعدة بيانات الفيلم (الإنجليزية)
- تومويو كوروساوا على موقع ANN person (الإنجليزية)